# Antoni Więckowski
Antoni Stanisław Więckowski (ur. 12 czerwca 1882 w Barchowie, zm. 31 grudnia 1942 w Auschwitz-Birkenau) – pułkownik lekarz Wojska Polskiego, polityk, działacz społeczny i niepodległościowy związany z Łodzią.

## Życiorys
Urodził się 12 czerwca 1882 w Barchowie jako syn Konstantego. W 1905 rozpoczął działalność społeczną, wstępując do Polskiej Partii Socjalistycznej. W 1914, po wkroczeniu Legionów Polskich do Łodzi, współpracował przy wydawaniu „Łodzianina”, organu prasowego PPS. Od 1915 służył w Legionach jako lekarz adiutant Józefa Piłsudskiego.
W listopadzie 1918 został komendantem Szpitala Okręgowego w Łodzi. Równocześnie sprawował funkcję naczelnego lekarza VI Okręgu Wojskowego, naczelnego lekarza załogi miasta Łodzi i naczelnego lekarza 28 Pułku Piechoty „Dzieci Łódzkich”. W maju 1919 objął obowiązki komendanta Szpitala Polowego Nr 402 i w następnym miesiącu wyjechał na front. Po zakończeniu wojny z bolszewikami kierował pracą Wydziału Superrewizyjno-Inwalidzkiego w Szefostwie Sanitarnym Dowództwa Okręgu Korpusu Nr IV w Łodzi. W 1921 był jednym z inicjatorów utworzenia Społecznego Polskiego Gimnazjum Męskiego w Łodzi oraz jednym z założycieli Ligi Obrony Praw Człowieka i Obywatela w Łodzi. W czerwcu 1930 został przesunięty w 4 Szpitalu Okręgowym w Łodzi ze stanowiska starszego ordynatora na stanowisko komendanta szpitala. W czerwcu 1934 został przeniesiony do Dowództwa Okręgu Korpusu Nr IV na stanowisko szefa sanitarnego. 30 listopada 1935 został przeniesiony w stan spoczynku.
W latach 1935–1939 był naczelnym lekarzem Ubezpieczalni Społecznej. Pełnił też funkcję ordynatora w oddziale Szpitala dla Psychicznie i Nerwowo Chorych „Kochanówka”. W 1937 zaczął organizować kluby terenowe, a w 1939 był współzałożycielem Stronnictwa Demokratycznego, którego został prezesem w 1940. W czasie okupacji niemieckiej był redaktorem prasy podziemnej Armii Krajowej. Wiosną 1942 został aresztowany, osadzony na Pawiaku w Warszawie, a następnie wywieziony do niemieckiego obozu koncentracyjnego Auschwitz, gdzie został stracony.
Ukończył również studia filozoficzne i był wykładowcą historii starożytnej na Wolnej Wszechnicy Polskiej w Łodzi. Jest autorem monografii pt. Julian Apostata jako administrator i prawodawca (Warszawa, 1930 i 1937).
Jego symboliczny grób znajduje się na cmentarzu Powązkowskim w Warszawie (kwatera 31 wprost-5-25).

## Ordery i odznaczenia
- Krzyż Komandorski Orderu Odrodzenia Polski (pośmiertnie, 5 stycznia 1948)[9]
- Order Krzyża Grunwaldu III klasy (pośmiertnie, 11 lipca 1946)[10]
- Krzyż Niepodległości (6 czerwca 1931)[11]
- Krzyż Oficerski Orderu Odrodzenia Polski (10 listopada 1928)[12]
- Krzyż Walecznych (czterokrotnie „za czyny męstwa i odwagi wykazane w bojach toczonych w latach 1918–1921”)
- Złoty Krzyż Zasługi (16 marca 1928)[13]
- Odznaka Honorowa Polskiego Czerwonego Krzyża II stopnia (1935)[14]

## Upamiętnienie
Po II wojnie światowej jego imieniem nazwano ulicę Śródmiejską w Łodzi. Ulice jego imienia znajdują się również we Wrocławiu, na Przedmieściu Oławskim, oraz w centrum Szczecina.